# Кастель-дель-Джудиче
Кастель-дель-Джудиче (итал. Castel del Giudice) — коммуна в Италии, располагается в регионе Молизе, в провинции Изерния.
Население составляет 356 человек (2008 г.), плотность населения составляет 25 чел./км². Занимает площадь 14 км². Почтовый индекс — 86080. Телефонный код — 0865.
Покровителем коммуны почитается святитель Николай Мирликийский, чудотворец, празднование 6 декабря.

## Демография
Динамика населения:

## Администрация коммуны
- Официальный сайт: http://www.comune.casteldelgiudice.is.it/